# Alloniscus thalassophilus
Alloniscus thalassophilus är en kräftdjursart som beskrevs av Rioja 1964. Alloniscus thalassophilus ingår i släktet Alloniscus och familjen Alloniscidae. Inga underarter finns listade i Catalogue of Life.